# 서양음악 작곡가의 목록

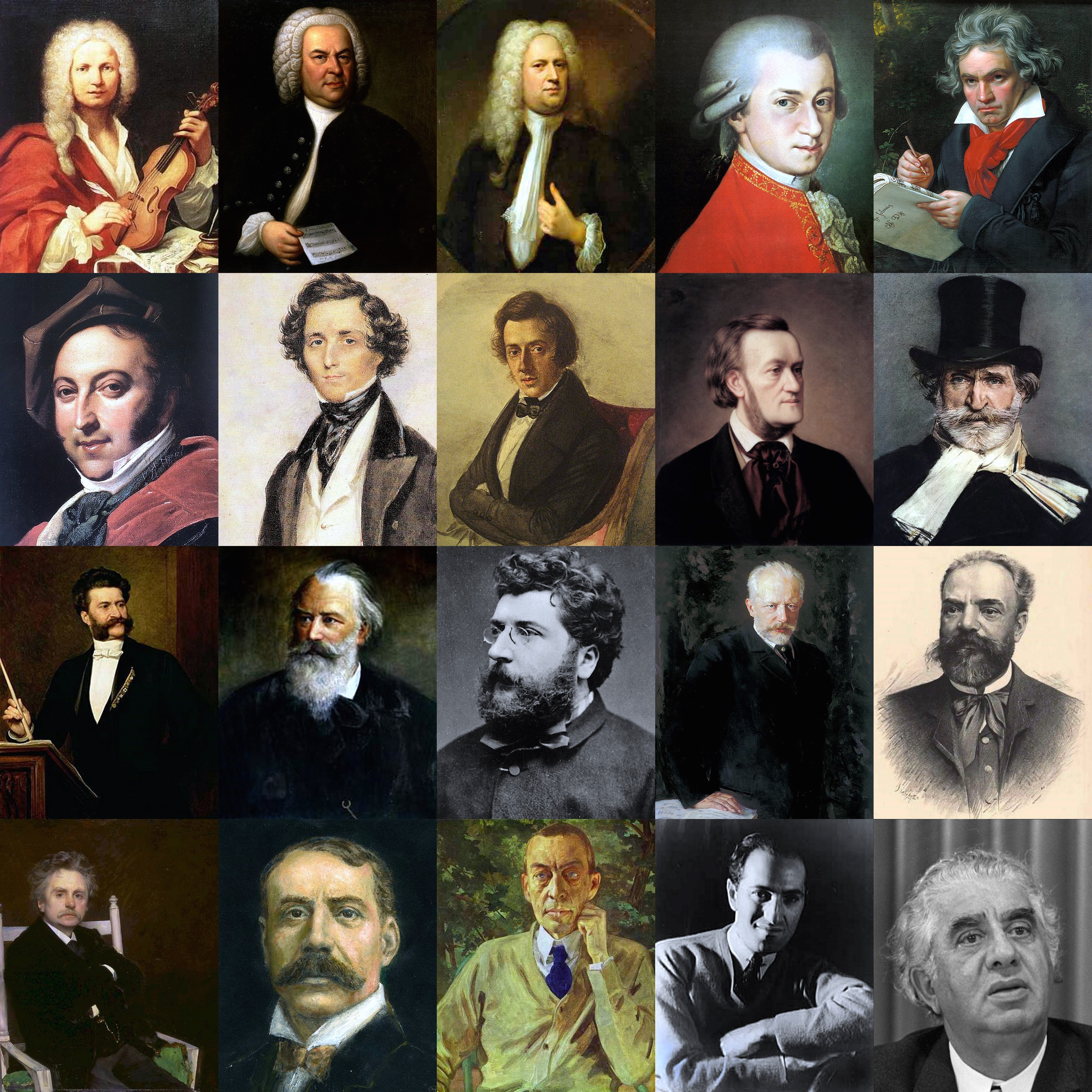
대표적인 클래식 작곡가들.
첫째줄: 비발디, 바흐, 헨델, 모차르트, 베토벤
둘째줄: 로시니, 멘델스존, 쇼팽, 바그너, 베르디
셋째줄: 요한 슈트라우스 2세, 브람스, 비제, 차이코프스키, 드보르자크
넷째줄: 그리그, 엘가, 라흐마니노프, 거슈윈, 하차투리안

다음은 주요 서양음악 작곡가의 목록이다.

## 중세
- 레오넹 또는 레오니우스
- 페로텡 또는 페로티우스
- 힐데가르트 폰 빙엔

## 르네상스
- 조스켕 데 프레 (1450? - 1521)
- 조반니 피에를루이지 다 팔레스트리나 (1525? - 1594)
- 요하네스 오케겜 (1420? - 1497)
- 토마스 루이스 데 빅토리아 (1548 - 1611)
- 존 던스터블 (1390 - 1453)
- 토마스 탈리스 (1506 - 1585)
- 오를란도 디 라소 (1532? - 1594)
- 조반니 가브리엘리 (1557 - 1612)
- 카를로 제수알도 (1566 - 1613)
- 앙투안 브루멜 (1462? - 1513)
- 히에로니무스 프레토리우스 (1560 - 1629)
- 존 셰퍼드 (1515? - 1558)
- 디에고 오르티츠 (1510? - 1570)

## 바로크
- 몬테베르디 (1567 - 1643)
- 하인리히 쉬츠 (1585 - 1672)
- 요한 파헬벨 (1653 - 1706)
- 장필리프 라모 (1683 - 1764)
- 장바티스트 륄리 (1632 - 1687)
- 토마소 안토니오 비탈리 (1663 - 1745)
- 안토니오 비발디 (1678 - 1741)
- 도메니코 스카를라티 (1685 - 1757)
- 알레산드로 스카를라티 (1660 - 1725)
- 토마소 알비노니 (1671 - 1751)
- 아르칸젤로 코렐리 (1653 - 1713)
- 프랑수아 쿠프랭 (1668 - 1733)
- 주세페 타르티니 (1692 - 1770)
- 게오르크 필립 텔레만 (1681 - 1767)
- 헨리 퍼셀 (1659 - 1695)
- 바흐 (1685 - 1750)
- 헨델 (1685 - 1759)

## 고전주의
- 요한 슈타미츠
- 크리스토프 빌리발트 글루크 (1714 - 1787)
- 바흐 (1710 - 1784)
- 바흐 (1735 - 1782)
- 바흐 (1714 - 1788)
- 레오폴트 모차르트 (1719 - 1787)
- 루이지 보케리니 (1743 - 1805)
- 프란츠 요제프 하이든 (1732 - 1809)
- 프랑수아조제프 고세크 (1734 - 1829)
- 볼프강 아마데우스 모차르트 (1756 - 1791)
- 루트비히 판 베토벤 (1770 - 1827)
- 안토니오 살리에리 (1750 - 1825)
- 페르난도 소르 (1778 - 1839)
- 카를 체르니 (1791 - 1857)
- 요한 네포무크 훔멜 (1778 - 1837)
- 프리드리히 비트
- 무치오 클레멘티(1752 - 1832)
- 프리드리히 쿨라우 (1786 - 1832)

## 낭만주의
- 조아키노 로시니(1792 - 1868)
- 샤를 구노 (1818 - 1893)
- 알렉산드르 글라주노프 (1865 - 1936)
- 미하일 글린카 (1803 - 1857)
- 세르게이 라흐마니노프 (1873 - 1943)
- 막스 레거 (1873 - 1916)
- 루제로 레온카발로 (1857 - 1919)
- 안톤 루빈스타인 (1829 - 1894)
- 프란츠 리스트 (1811 - 1886)
- 니콜라이 림스키코르사코프 (1844 - 1908)
- 쥘 마스네 (1842 - 1912)
- 피에트로 마스카니 (1863 - 1945)
- 구스타프 말러 (1860 - 1911)
- 한스 로트
- 펠릭스 멘델스존 (1809 - 1847)
- 모데스트 무소르크스키 (1839 - 1881)
- 리하르트 바그너 (1813 - 1883)
- 주세페 베르디 (1813 - 1901)
- 윌리엄 헨리 프라이 (1813 - 1864)
- 엑토르 베를리오즈 (1803 - 1869)
- 카를 마리아 폰 베버 (1845 - 1937)
- 알렉산드르 보로딘 (1833 - 1887)
- 후고 볼프 (1860 - 1903)
- 요하네스 브람스 (1833 - 1897)
- 에두아르트 한슬리크
- 안톤 브루크너 (1824 - 1896)
- 막스 브루흐 (1838 - 1920)
- 헨리크 비에니아프스키 (1835 - 1880)
- 조르주 비제 (1838 - 1875)
- 파블로 데 사라사테 (1844 - 1908)
- 프란시스코 타레가 (1852 - 1909)
- 카미유 생상스 (1835 - 1921)
- 프레데리크 쇼팽 (1810 - 1849)
- 로베르트 슈만 (1810 - 1856)
- 클라라 슈만 (1819 - 1896)
- 프란츠 슈베르트 (1797 - 1828)
- 요한 슈트라우스 1세 (1804 - 1849)
- 요한 슈트라우스 2세 (1825 - 1899)
- 요한 슈트라우스 3세
- 요제프 슈트라우스
- 에두아르트 슈트라우스
- 카를 미햐엘 치러
- 아돌프 아당 (1803 - 1856)
- 이사크 알베니스 (1860 - 1909)
- 마누엘 데 파야 (1876 - 1946)
- 다니엘 프랑수아 에스프리 오베르 (1782 - 1871)
- 자크 오펜바흐 (1819-1880)
- 에드워드 엘가 (1857 - 1934)
- 표트르 일리치 차이콥스키 (1840 - 1893)
- 앙브루아즈 토마 (1811 - 1896)
- 니콜로 파가니니 (1782 - 1840)
- 가브리엘 포레 (1845 - 1924)
- 자코모 푸치니 (1858 - 1924)
- 세자르 프랑크 (1822 - 1890)
- 외젠 이자이
- 요아힘 라프
- 프리드리히 니체
- 한스 폰 뷜로
- 아리고 보이토
- 프리드리히 부르크뮐러 (1806 - 1874)
- 랄프 본 윌리엄스 (1872 - 1958)
- 구스타프 홀스트 (1874 - 1934)
- 카를 닐센 (1865 - 1931)
- 장 시벨리우스 (1865 - 1957)
- 프리츠 크라이슬러
- 요제프 마르크스
- 빌헬름 푸르트벵글러
- 클로드 드뷔시 (1862 - 1918)
- 모리스 라벨 (1875 - 1937)
- 오토리노 레스피기
- 사무엘 바버
- 세르게이 쿠세비츠키
- 루이지 덴차
- 아르놀트 쇤베르크 (1874 - 1951)
- 펠릭스 바인가르트너
- 안토닌 드보르자크 (1841 - 1904)
- 베드르지흐 스메타나 (1824 - 1884)

## 근, 현대, 20세기
- 찰스 아이브스
- 조지 거슈윈 (1898 - 1937)
- 카를 골드마르크 (1830 - 1915)
- 필립 글래스 (1937 -
- 마이클 니만 (1944 -
- 요한 스벤젠
- 프란체스코 칠레아
- 다케미츠 도오루 (1930 - 1996)
- 프레더릭 딜리어스 (1862 - 1934)
- 테오도르 뒤부아 (1837 - 1924)
- 비톨트 루토스와프스키 (1913 - 1994)
- 보후슬라프 마르티누 (1890 - 1959)
- 올리비에 메시앙 (1908 - 1992)
- 다리우스 미요 (1892 - 1974)
- 박경신 (1939 -
- 벨러 버르토크 (1881 - 1945)
- 브루노 발터
- 버나드 허먼
- 레너드 번스타인 (1918 - 1990)
- 알반 베르크 (1885 - 1935)
- 루치아노 베리오 (1925 - 2003)
- 안톤 베베른 (1883 - 1945)
- 벤저민 브리튼 (1913 - 1976)
- 알프레트 시닛케
- 로날드 빈지 (1910 - 1969)
- 에이토르 빌라로부스 (1887 - 1959)
- 에리크 사티 (1866 - 1925)
- 아르놀트 쇤베르크 (1874 - 1951)
- 드미트리 쇼스타코비치 (1906 - 1975)
- 알프레트 시닛케 (1934 - 1998)
- 카를 하인즈 스톡하우젠 (1928 -
- 이고르 스트라빈스키 (1882 - 1971)
- 카롤 시마노프스키 (1882 - 1937)
- 안익태 (1906 - 1965)
- 레오시 야나체크 (1854 - 1928)
- 카를 오르프 (1895 - 1982)
- 윤이상 (1917 - 1995)
- 프랭크 자파 (1940 - 1993)
- 존 케이지 (1912 - 1992)
- 폴 크레스톤 (1906 - 1985)
- 프랑시스 풀랑크 (1899 - 1963)
- 세르게이 프로코피예프 (1891 - 1953)
- 아스토르 피아졸라 (1921 - 1992)
- 월터 피스턴 (1894 - 1976)
- 제랄드 핀지 (1901 - 1956)
- 아람 하차투리안 (1903 - 1978)
- 파울 힌데미트 (1895 - 1963)
- 홍난파 (1897 - 1941)
- 강석희 (1934 - 2020)
- 김동진 (1913 - 2009)
- 김순애 (1920 -
- 김정길 (1934 - 2012)
- 김진균 (1925 - 1986)
- 나운영 (1922 - 1993)
- 박경신 (1939 -
- 백남준 (1932 - 2006)
- 백병동 (1936 -
- 박준상 (1937 -
- 이강숙 (1936 - 2020)
- 이강율 (1953 - 2004)
- 이흥렬 (1909 - 1981)
- 조두남 (1912 - 1984)
- 박영희 (1945 -
- 헹크 바딩즈
- 알란 페터손
- 니노 로타 (1911 - 1979)

## 21세기
- 진은숙 (1961-
- 마그누스 린드베르크 (1958 -
- 김솔봉 (1981 -
- 크리스토퍼 라우즈
- 크시슈토프 펜데레츠키 (1933 - 2020)
- 구석양
- 카를 버르브라컨 (1950 -
- 사카모토 류이치 (1952 - 2023)
- 류재준
- 임준희
- 이동준
- 존 윌리엄스
- 이건용
- 길기현
- 이영조 (1943 -
- 히사이시 조
- 엔니오 모리코네 (1928 - 2020)
- 한스 짐머 (1957-
- 엄대호